# Didemnum santaelenae
Didemnum santaelenae är en sjöpungsart som beskrevs av Van Name 1945. Didemnum santaelenae ingår i släktet Didemnum och familjen Didemnidae. Inga underarter finns listade i Catalogue of Life.